# Kurt Joseph
Kurt Joseph (* 17. Juni 1894; † 1944 im KZ Auschwitz) war ein deutscher Jurist.

## Leben und Tätigkeit
Joseph entstammte einer jüdischen Familie. Nach dem Schulbesuch studierte er Rechtswissenschaften. Er unterbrach sein Studium von 1914 bis 1918 aufgrund des Ersten Weltkriegs, an dem er mit der preußischen Armee teilnahm. In diesem wurde er mit dem Eisernen Kreuz 2. Klasse ausgezeichnet. Nach dem Krieg schloss er seine Studien ab. 1923 wurde er in Greifswald mit einer kriminalrechtlichen Studie zum Dr. jur. promoviert.
Mitte der 1920er Jahre wurde Joseph in den preußischen Justizdienst verwendet. Anfang der 1930er Jahre ist er als Amtsgerichtsrat in Berlin nachweisbar. Ein bekannter Straffall, an dem er als beisitzender Richter mitwirkte, war das am 13. Mai 1932 stattfindende Schnellschöffengerichtsverfahren gegen vier Reichstagsabgeordnete der NSDAP, darunter dem damals als zweiten Mann der Partei geltenden Gregor Strasser, denen vorgeworfen wurde, den Journalisten Helmuth Klotz am 12. Mai 1932 im Reichstagsgebäude überfallen und tätlich angegriffen bzw. tätlich und verbal beleidigt zu haben. Der Vorfall fand in der Presse seinerzeit große Beachtung und wurde weithin als Skandal bewertet. Während Strasser freigesprochen wurden, wurden die übrigen drei Angeklagten wegen Körperverletzung zu Haftstrafen von drei Monaten verurteilt, die sie jedoch aufgrund ihrer parlamentarischen Immunität nicht anzutreten brauchten.
Nach der Regierungsübernahme der Nationalsozialisten zu Anfang des Jahres 1933 geriet Joseph aufgrund seiner jüdischen Religionszugehörigkeit ins Visier der mit der „Säuberung“ des Justizapparates von im Sinne der NS-Ideologie unerwünschten Personen betrauten Stellen: Als Frontkämpfer des Ersten Weltkriegs durfte er durch eine Sonderbestimmung des Berufsbeamtengesetzes des NS-Staates, das sogenannte Frontkämpferprivileg, vorerst im Justizdienst bleiben. Durch Verfügung des Preußischen Justizministeriums vom 29. September 1933 wurde er aber zum 16. Oktober 1933 von Berlin nach Schneidemühl im Oberlandesgerichtsbezirk Marienwerder versetzt.
Die örtlichen NS-Organisationen erhoben sofort nach Bekanntwerden der geplanten Versetzung scharfen Protest gegen diese: Wilhelm Kube der Gauleiter und Oberpräsident von Brandenburg wandte sich am 13. Oktober 1933 in einem Brief an den Staatssekretär Roland Freisler, dem er auseinandersetzte, dass es „gerade für den stark verjudeten Osten ein schwerer Schlag“ sei, „wenn unter einer nationalsozialistischen Regierung jüdische Richter nach Osten versetzt werden“. Er schlug vor Joseph stattdessen „in einer Großstadt verschwinden“ zu lassen, wo er nicht so auffallen würde. In Schneidemühl sei „dieser Jude“ aus politischen Gründen „einfach unerträglich“. Er ersuchte Freisler daher, die Angelegenheit dem Justizminister „in unserem Sinne“ vorzutragen.
Joseph wurde auf Kubes Intervention hin am 24. Oktober 1933 beurlaubt und am 26. Oktober 1933 zum Dezember nach Königsberg versetzt. Kube bedankt sich daraufhin beim Justizminister Hanns Kerrl, dem er auseinandersetzte, dass den Schneidemühlern damit „eine große Sorge vom Herzen genommen“ habe.
Joseph blieb in Königsberg, bis die früheren Ausnahmebestimmungen 1935 durch die Erste Verordnung zum Reichsbürgergesetz abgeschafft wurden und  ein allgemeines Berufsverbot für jüdische Beamte entstand. Im Herbst 1935 zog er nach Berlin zurück, wo er fortan als Sachbearbeiter in der jüdischen Gemeinde tätig war.
Im Mai 1943 wurde Joseph zusammen mit seiner Frau und Tochter nach Theresienstadt deportiert. Von dort wurde er am 29. September 1944 ins KZ Auschwitz verbracht, wo er wahrscheinlich kurz nach seiner Ankunft ermordet wurde. Er wurde 1946 für tot erklärt.
Seine Frau und Tochter, die in Theresienstadt verblieben waren, wurden im Mai 1945 befreit.

## Schriften
- Formelle und materielle Vollendung des Verbrechens, 1923. (Dissertation)